# Валентиновское сельское поселение
Валентиновское се́льское поселе́ние — сельское поселение в Лазовском районе Приморского края.
Административный центр — село Валентин.

## История
Статус и границы сельского поселения установлены Законом Приморского края от 9 августа 2004 года № 136-КЗ «О Лазовском муниципальном районе»

## Население
| 2007 | 2008  | 2010  | 2011  | 2012  | 2013  | 2014  |
| ---- | ----- | ----- | ----- | ----- | ----- | ----- |
| 1337 | ↘1329 | ↘1108 | ↘1100 | ↘1059 | ↘1049 | ↘1023 |
| 2015 | 2016  | 2017  | 2018  | 2019  | 2020  |       |
| ↘985 | ↘968  | ↘961  | ↘931  | ↘930  | ↘914  |       |

## Состав сельского поселения
В состав сельского поселения входят 2 населённых пункта:
| № | Населённый пункт | Тип населённого пункта       | Население |
| - | ---------------- | ---------------------------- | --------- |
| 1 | Валентин         | село, административный центр | ↘942      |
| 2 | Глазковка        | село                         | ↘166      |

## Местное самоуправление
Администрация
Адрес: 692992, с. Валентин, ул. Первомайская, 1. Телефон: 8 (42377) 97-3-87
Глава администрации
- Фильчаков Сергей Николаевич